# Barbarathermen
De Barbarathermen zijn Romeinse thermen in Trier. Ze zijn het grootste Romeinse thermencomplex ten noorden van de Alpen en zijn gedurende meerdere eeuwen in gebruik gebleven. Thans zijn alleen de funderingen nog zichtbaar.

## Geschiedenis
De Barbarathermen werden gebouwd in de tweede helft van de 2e eeuw. Het oudere complex onder de Viehmarkt was waarschijnlijk te klein geworden voor de sterk groeiende bevolking. De oorspronkelijke afmetingen waren 172 bij 240 m (41.280 m²). Het water werd aangevoerd door de Ruwerwaterleiding.
Bij de bouw was het het grootste thermencomplex na de Thermen van Trajanus in Rome. Een dergelijke constructie kon toen alleen met overheidsgeld gefinancierd worden.
De invallen door Germaanse stammen in de 3e eeuw hebben de thermen nauwelijks beschadigd. De vondsten van munten en keramiek bevestigen het gebruik tot zeker eind 4e eeuw. Pas bij de vernielingen van Trier begin 5e eeuw werden de thermen buiten gebruik gesteld. Uit die periode zijn verbouwingen tot woningen merkbaar, die aan de oorsprong van de wijk Sint-Barbara liggen.
Later kende de locatie verscheidene aanwendingen, waaronder als steengroeve, maar er stond ook wellicht een kerk in de Merovingische periode. In de middeleeuwen werden de constructies onderdeel van de stadsverdedigingswerken.
- Virtual International Authority File: 244745779